# Heteropsyllus major
Heteropsyllus major is een eenoogkreeftjessoort uit de familie van de Canthocamptidae. De wetenschappelijke naam van de soort werd in 1920 voor het eerst geldig gepubliceerd door Georg Ossian Sars.